# Эксцизионная репарация оснований
Эксцизио́нная репара́ция основа́ний (англ. base excision repair (BER)) — система репарации ДНК, удаляющая из двойной спирали повреждённые азотистые основания. BER начинается с распознавания и удаления повреждённого основания ДНК-гликозилазами. Далее особая эндонуклеаза удаляет фрагмент цепи, содержащий нуклеотид без основания, и ДНК-полимеразы застраивают брешь. Различают BER с точечной заплаткой, при которой удаляется только нуклеотид, лишённый азотистого основания, или BER с короткой заплаткой, при которой удаляется короткий фрагмент, содержащий повреждённый нуклеотид.

## Механизм
BER начинается с распознавания ДНК-гликозилазами повреждённых оснований (например, алкилированных), неспаренных оснований, а также урацила, который в норме отсутствует в ДНК и есть только в РНК. Гликозилаза разрезает связь азотистого основания с дезоксирибозой, удаляя его из ДНК. Некоторые гликозилазы также являются лиазами и вносят разрыв в цепь ДНК с 3'-конца повреждённого нуклеотида, используя аминогруппу в качестве атакующей группы. Дальнейший ход репарации определяется тем, участвовала ли лиаза в удалении повреждения.
Если гликозилаза функционировала как лиаза, то BER идёт по пути с точечной заплаткой. AP-эндонуклеаза APE1 вносит разрыв у 5'-конца повреждённого нуклеотида, и он покидает ДНК. Образовавшаяся брешь застраивается ДНК-полимеразой β и лигируется ДНК-лигазой XRCC1/Lig3.
Если лиазной активности не было, то с образовавшимся AP-сайтом (то есть апуриновым и апиримидиновым) связывается эндонуклеаза APE1, которая удаляет повреждённый нуклеотид и от двух до десяти его соседей. Далее репликативный комплекс, состоящий из ДНК-полимераз δ и ε и других компонентов, застраивает брешь, вытесняя близлежащие нормальные нуклеотиды. Вытесненные при этом нормальные нуклеотиды удаляются эндонуклеазой FEN1. Далее новосинтезированный участок лигируется лигазой 1.
Механизм распознавания повреждённых оснований обычно основан на том, что они нарушают структуру двойной спирали ДНК и «выскакивают» из спирали, попадая непосредственно в активный центр гликозилазы.
Повреждённые основания не всегда подлежат удалению. Например, при репарации метилированных адениновых нуклеотидов метильная группа окисляется специальными ферментами до CH2OH, далее высвобождается формальдегид (HCHO) и исходная структура аденина восстанавливается.
Выбор пути BER — с точечной или с короткой заплаткой — может также зависеть от стадии клеточного цикла и степени дифференцировки клетки. Кроме того, два механизма используются разными организмами с различной частотой. Например, у дрожжей Saccharomyces cerevisiae, по-видимому, отсутствует репарация точечной заплаткой, так как у них не выявлено гомологов человеческих генов, белковые продукты которых участвуют в этом пути.

## Клиническое значение
Дефекты в различных путях репарации ДНК способствуют развитию рака, и BER не является исключением. В самых разных организмах нарушения в генах, белковые продукты которых задействованы в BER, приводят к резкому повышению частоты мутаций, что является предпосылкой для раковых заболеваний. Действительно, соматические мутации, затрагивающие ДНК-полимеразу β, наблюдаются в 30 % случаев рака, и некоторые из них вызывают злокачественную трансформацию у мышей. Активность репарации повреждённых оснований и нуклеотидов в клетках голого землекопа гораздо выше, чем в клетках мыши и может быть ответственна за то, что средняя продолжительность жизни этого грызуна 30 лет (тогда как у обычной мыши — полтора года). Мутации ДНК-гликозилазы MUTYH повышают риск развития рака толстой кишки.